# La niñera (serie de televisión)
La niñera (The Nanny en inglés. La nana en Perú) es una comedia de situación estadounidense. Se emitió desde el 3 de noviembre de 1993 hasta el 23 de junio de 1999 en la cadena CBS, durante seis temporadas consecutivas. Fue creada y protagonizada por Fran Drescher, quien interpretó a Fran Fine, una encantadora y simpática residente de Queens de origen judío, que por accidente se convierte en la niñera de tres niños de clase alta de Nueva York. La canción que abría la serie, “The nanny named Fran”, fue interpretada por Ann Hampton Callaway.
El programa fue producido por Sternin/Fraser Ink, Inc. y Producciones High School Sweethearts, en asociación con TriStar Television, quien distribuía la serie. Los productores ejecutivos del programa eran Fran y su entonces esposo Peter Marc Jacobson, quien fue su amor del bachillerato (de allí el nombre en inglés de su productora High School Sweethearts, Amores de bachillerato).
Junto a Seinfeld y Will & Grace, es una de las exitosas comedias estadounidenses con un personaje principal judío. Muchos de los personajes de la serie toman su nombre de la verdadera familia de Fran Drescher. Tal ha sido el éxito que el formato se ha replicado bajo licencia en Argentina, Ecuador, Grecia, Indonesia, Italia, México, Polonia, Rusia, Chile, Turquía y España.

## Sinopsis
Fran Fine es una mujer judía-americana cuyo novio, que a su vez era su jefe, termina con ella y la despide, ya que decide contratar a su nueva novia. Entonces ella comienza a vender de puerta en puerta productos cosméticos llamados "Sombras del Oriente", pasa por la casa del viudo y millonario productor británico de teatro, Maxwell Sheffield. 
Por una equivocación, la esperan como la nueva niñera para el fin de semana, es contratada como la niñera de los tres hijos del Sr. Sheffield: Maggie, Brighton y Grace, a prueba. Aunque al principio, Maxwell no parece muy contento con ella, Fran resulta ser justo lo que él y su familia necesitan. Con su crianza poco convencional, su sensata honestidad y su lógica de Queens, ella ayuda en convertir a Maxwell y sus hijos en una familia feliz y saludable.
Mientras que Fran Fine se encarga de los niños, Niles, el mordaz mayordomo (Daniel Davis) se encarga de la casa y observa todos los acontecimientos que se desarrollan con Fran como la nueva niñera. Niles, reconociendo el don de Fran para devolver el calor a la familia (ya que Maxwell es viudo), hace todo lo posible para socavar a la socia comercial de Maxwell, C.C. Babcock (Lauren Lane) que tiene sus ojos puestos en el muy disponible Maxwell Sheffield. A menudo se ve a Niles haciendo comentarios ingeniosos dirigidos a C.C. para molestarla, con C.C. a menudo respondiendo con un comentario propio en su juego continuo de superioridad sobre Niles.
A medida que avanza la serie, se vuelve cada vez más obvio que Maxwell está enamorado de Fran a pesar de que no lo admitirá, y Fran está enamorada de él. El programa provoca a los espectadores con su cercanía y muchos "casi accidentes", así como con un compromiso. Hacia las últimas temporadas, finalmente se casan y expanden su familia al tener gemelos fraternos. Más adelante en la serie, también está claro que las constantes púas afiladas de Niles y C.C. son su propia forma extraña de flirteo y afecto; después de algunos comienzos en falso (incluidas múltiples propuestas impulsivas y fallidas de Niles), finalmente la pareja se enamora, se casa en el final de la serie y posteriormente descubren que están esperando un hijo.

### Personajes principales
- Fran Fine: Es la protagonista de la serie, quien se convierte en la niñera de los hijos del Sr. Sheffield. Originalmente, trabajaba en la tienda de novias de su novio, Danny Imperialli, pero debido a que él se enamoró de otra mujer, termina con Fran y la despide. Luego de eso, conoce a Maxwell Sheffield y sus hijos, mientras hacía un puerta a puerta vendiendo cosméticos. Tiene una personalidad extrovertida y con mucho sentido del humor. Debido a la dominante personalidad de su madre, Fran a menudo siente la necesidad de salir con algún hombre y también es forzada a casarse con alguno. A menudo se mete en problemas, pero tiene que resolverlos usando sus hábiles tácticas.
- Maxwell Sheffield: Es el protagonista masculino de la serie. Contrata a Fran para que cuide de sus tres hijos: Maggie, Brighton y Grace. Es viudo y trabaja como productor en Broadway. Perdió a su esposa Sara muchos años antes del desarrollo de la serie. Aunque tiene una exitosa carrera como productor de Broadway, permanece constantemente en la sombra de su rival, Andrew Lloyd Weber, quien parece tener un puesto más alto. No pasa mucho tiempo con sus hijos debido a su apretada agenda, por lo cual contrata a Fran Fine como la niñera de éstos. A pesar de sentir atracción por Fran, trata de mantener su relación con ella estrictamente profesional, debido a su miedo al compromiso.
- Maggie Sheffield: Es la hija mayor de Maxwell Sheffield. A menudo se la puede ver discutiendo con su hermano, Brighton, quien la ve como a una nerd. Mientras está peleando constantemente con Brighton, su relación con su hermana Grace es más de tutela. Al principio de la serie, es tímida e insegura, pero con la influencia de Fran, se convierte de alguna forma en una joven popular. Apenas conoce a Fran, las dos congenian al instante.
- Brighton Sheffield: Es el hijo del medio de la familia y el único hijo varón de Maxwell Sheffield. Debido a esta condición, a menudo se siente excluido, lo que causa que ocasione problemas a sus dos hermanas. Al principio, no congenia con Fran Fine y ha despreciado a todas sus niñeras anteriores, pero finalmente su relación con ella se vuelve cercana. Sus planes a futuro son volverse un productor de Broadway, como su padre.
- Grace Sheffield: Es la hija menor de la familia Sheffield. Tiene el hábito de mencionar condiciones médicas y palabras complicadas. Cuando Fran empezó a ser su niñera, Grace estaba en terapia, pero con la influencia y guía de Fran, necesitó menos terapia. Mientras Grace se volvió muy cercana con Fran, empezó a adquirir algo de la jerga judía de Fran y sus hábitos para vestirse, ya que ve a Fran como una madre para ella.
- C.C. Babcock: Su nombre es Chastity Claire (Castidad Clara) Babcock. Es la egocéntrica y malvada compañera de negocios de Maxwell Sheffield, con quien ha estado trabajando por casi 20 años para poder conquistarlo. Como la antiheroína de la serie, se ha visto constantemente que ella está haciendo todo lo posible para que al Sr. Sheffield le guste ella. C.C. es retratada como una alcohólica despreocupada que nunca parece recordar los nombres de los tres hijos del Maxwell. Desde el primer momento que ve a Fran Fine, ve con celos a la recientemente contratada niñera y la ve como una amenaza. Junto a su desagrado por Fran, C.C. también tiene un desprecio mutuo con el mayordomo Niles, haciéndose bromas e insultos mutuamente. A pesar de todo a veces trabaja en conjunto con Fran para beneficiarse de los resultados.
- Niles, el mayordomo: Es el mayordomo de la familia Sheffield. Había sido valet de Maxwell Sheffield durante la mayor parte de su vida. Cuando Sheffield llegó a Estados Unidos, trajo consigo a Niles. Había estado con la familia durante muchos años, incluso cuando Maxwell estaba casado con su primera esposa, Sara.

## Elenco

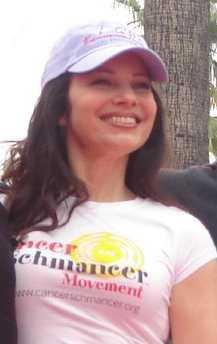
Fran Drescher en un evento de Revlon en 2007.

| Personaje          | Actor / Actriz        |
| ------------------ | --------------------- |
| Fran Fine          | Fran Drescher         |
| Maxwell Sheffield  | Charles Shaughnessy   |
| Niles              | Daniel Davis          |
| C.C. Babcock       | Lauren Lane           |
| Margaret Sheffield | Nicholle Tom          |
| Brighton Sheffield | Benjamin Salisbury    |
| Grace Sheffield    | Madeline Zima         |
| Sylvia Fine        | Renée Taylor          |
| Yetta Rosenberg    | Ann Morgan Guilbert † |
| Val Toriello       | Rachel Chagall        |

## Episodios
| Temporada | Temporada | Episodios | Episodios | Emisión original         | Emisión original    |
| Temporada | Temporada | Episodios | Episodios | Primera emisión          | Última emisión      |
| --------- | --------- | --------- | --------- | ------------------------ | ------------------- |
|           | 1         | 22        | 22        | 3 de noviembre de 1993   | 16 de mayo de 1994  |
|           | 2         | 26        | 26        | 12 de septiembre de 1994 | 22 de mayo de 1995  |
|           | 3         | 27        | 27        | 11 de septiembre de 1995 | 20 de mayo de 1996  |
|           | 4         | 26        | 26        | 18 de septiembre de 1996 | 21 de mayo de 1997  |
|           | 5         | 23        | 23        | 1 de octubre de 1997     | 13 de mayo de 1998  |
|           | 6         | 22        | 22        | 30 de septiembre de 1998 | 23 de junio de 1999 |

## Premios
| Año  | Premio                            | Categoría                                               | Recibido por                                    |
| ---- | --------------------------------- | ------------------------------------------------------- | ----------------------------------------------- |
| 1996 | BMI Film & TV Awards              | Premio Música de TV                                     | Timothy Thompson                                |
| 1996 | Emmy                              | Premio de Televisión                                    | Mejor elenco                                    |
| 1995 | Premios Primetime Emmy            | Logro Individual en Vestuario para una Serie            | Brenda Cooper (Por el episodio "Canasta Masta") |
| 2008 | TV Land Awards                    | Niñera Favorita                                         | Fran Drescher                                   |
| 1999 | TeleVizier-Ring Gala, Netherlands | Tulipán de Plata a la Televisión                        | –                                               |
| 1996 | Young Artist Awards               | Mejor Actuación de Joven Actor – Series de TV, Comedias | Benjamin Salisbury                              |

## Versiones

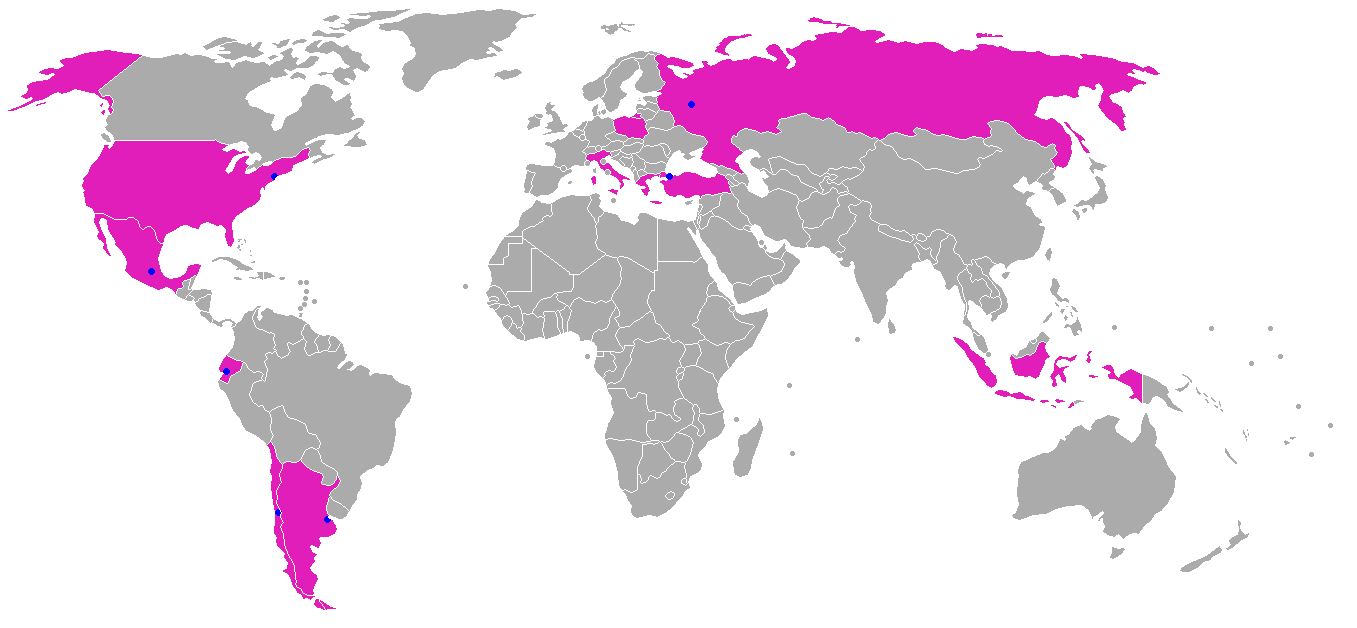
Adaptaciones mundiales The Nanny

The Nanny ha tenido múltiples adaptaciones en el mundo continuando con el formato del guion con alteraciones menores para su adaptación a la cultura respectiva, a continuación sus versiones internacionales:
- En Chile el canal Megavisión en 2005 compró los derechos de la sitcom estadounidense The Nanny al canal CBS para crear su propia versión titulada; La Nany siendo protagonizada por Alejandra Herrera, Alex Zisis y Francisca Castillo, Chile fue el único país en darle un nombre diferente a su serie llamada La Nany. Tuvo dos temporadas y fue éxito en sintonía.

- En Argentina el 2004 el canal Telefe hizo una adaptación de la serie estadounidense The Nanny, titulada igual pero al Español La niñera, teniendo como protagonistas a Florencia Peña, Boy Olmi, Roberto Carnaghi y Carola Reyna. Tuvo 2 temporadas.

- En México la red de televisión TV Azteca hizo una versión de la serie estadounidense The Nanny llamada La niñera teniendo como protagonistas a Lisset, Francisco de la O y Roberto Leyva. Tuvo sólo 1 temporada de 20 episodios.

- En Ecuador el canal Ecuavisa compró el formato del programa estadounidense The Nanny al canal CBS para producir su propia adaptación La niñera teniendo como protagonista a: Paola Farías, Frank Bonilla y Gisella Garbezza. Tuvo 3 temporadas con éxito en sintonía.

- La adaptación en Rusia fue muy popular, tanto que pidieron nuevos guiones luego de terminar con las historias originales de la serie.[3]